# 小谷勝重
小谷 勝重（こたに かつしげ、1890年（明治23年）12月24日 - 1963年（昭和38年）10月27日）は、日本の法律家。最高裁判所裁判官、弁護士。

## 略歴
1890年（明治23年）12月24日、京都府に生まれる。子供の頃は「とても7歳までもつまい」と医者に言われたほど体が弱く、弱い者びいきとして弁護士を志す。1914年（大正3年）、法政大学専門部法律科を卒業する。弁護士試験に合格後、大阪で開業する。
1929年（昭和4年）、大阪弁護士会副会長に、1946年（昭和21年）、大阪弁護士会会長に就任する。1941年（昭和16年）『日本取引所法制史論』で法政大学より法学博士を授与される。
裁判官任命諮問委員会による諮問の結果、1947年（昭和22年）、最高裁判所裁判官に任命される。1948年（昭和23年）、法政大学監事に就任する。1949年（昭和24年）7月に最高裁判所誤判事件を起こし、1950年（昭和25年）6月に1万円の過料処分となる。
1949年1月23日の最高裁判所裁判官国民審査（初めて実施された最高裁裁判官国民審査）において、罷免を可とする票1,378,268票、罷免を可とする率4.56%で信任。1960年11月20日の最高裁判所裁判官国民審査において、罷免を可とする票3,237,455票、罷免を可とする率9.09%で信任。一人で2度国民審査を受けた最高裁判事は1960年の国民審査における小谷を含む5名が初の事例である。
1960年（昭和35年）12月23日に定年退官。
1963年（昭和38年）10月27日に食道がんを手術した後で栄養障害を起こし、東京都市ヶ谷の国立第一病院で72歳で死去した。

## 主な裁判
警察予備隊違憲訴訟（1952年（昭和27年））、チャタレー事件（1957年（昭和32年））、砂川事件（1959年（昭和34年））、苫米地事件（1960年（昭和35年））など。

## 著書
- 『日本取引所法制史論』（法経出版社、1953）

## 家族
子に物理学者で大阪大学名誉教授の小谷恒之がいる。

## 参考書籍
- 野村二郎『最高裁全裁判官：人と判決』三省堂、1986年。ISBN 9784385320403。
- 野村二郎『日本の裁判史を読む事典』自由国民社、2004年。ISBN 9784426221126。
- 『昭和人名事典II 第1巻東京篇』（日本図書センター、1989）